# 顔も声もご本人と一緒! 爆笑そっくりものまね紅白歌合戦スペシャル
『顔も声もご本人と一緒! 爆笑そっくりものまね紅白歌合戦スペシャル』（かおもこえもごほんにんといっしょ ばくしょうそっくりものまねこうはくうたがっせんスペシャル）は、フジテレビ系列で不定期放送されているものまね番組である。2000年から春・秋の改編期と年末年始に不定期放送されている『爆笑そっくりものまね紅白歌合戦スペシャル』の特別編として、2010年から不定期放送されている『爆笑そっくりものまね紅白歌合戦スペシャル』のコーナー「顔も声もそっくりさん大集合」を番組化した特別番組。第3弾・第4弾は、『史上最強 顔も声もご本人と一緒! 爆笑そっくりものまね紅白歌合戦スペシャル』と題して放送された。通称は『そっくり紅白』『ものまね紅白』『ものまね紅白歌合戦』。

## 概要
『爆笑そっくりものまね紅白歌合戦スペシャル』のコーナー「顔も声もそっくりさん大集合」を番組化した特別番組。オーディションで厳選した有名人の顔も声もそっくりなものまねタレントや素人が紅組と白組に分かれて、歌ものまねを披露する。

## 通常の『爆笑そっくりものまね紅白歌合戦スペシャル』との異なる点
- 出場者が全て、有名人の顔と声のそっくりさんである。
- 清水アキラ、栗田貫一、布施辰徳、カール北川などの番組常連のベテランのものまねタレントが一切、出場しない。
- 松村邦洋、山本高広などのお笑いやしゃべりものまねは一切ない。
- 審査の時、司会のアナウンサーが、ものまねタレントの名前を言うのではなく、○○のそっくりさんと言う。
- 披露曲紹介のテロップでは、通常では「○○のまね」と表示されるが、こちらでは「○○のそっくり」と表示される。
- ものまねタレントがステージに登場するまで、顔は「?」で隠されている。

## 特色

### 番組の進行
通常の『爆笑そっくりものまね紅白歌合戦スペシャル』と同様で、紅組と白組に分かれてチーム戦で戦っている。順番は、白組が先攻で、紅組が後攻で進行する。

### 構成
第1弾から第4弾まで、全ての回に出場しているそっくりさんは、宇多田ヒカル、小林幸子、サザンオールスターズ、沢田研二、SMAP、浜崎あゆみ、マイケル・ジャクソン、松田聖子、森進一、矢沢永吉の10組。
白組のトップバッターは、サザンオールスターズのそっくりさんで固定されている。
第4弾は、全ての対決に、名前（タイトル）が付加されていた。

## 放送日
爆笑そっくりものまね紅白歌合戦スペシャルに記載。

## 司会
| 回数          | 紅組司会 | 紅組司会 | 白組司会 | 白組司会 |
| ------------- | -------- | -------- | -------- | -------- |
| 第1弾 - 第4弾 | 東野幸治 | 高橋真麻 | 今田耕司 | 石本沙織 |

## 審査員

### 第4弾時点
| 堺正章 審査員長 | 片岡鶴太郎 | 高橋英樹 | 優香 | 道端アンジェリカ | 菜々緒 | 皆藤愛子 | はるな愛 | 小川菜摘 |

## 演目（出場者）

### 第1弾（2010/2/19 O.A.）
| 紅組 | 紅組       | 紅組                                                                               | 白組 | 白組                 | 白組                                                                                |
| 順番 | ものまね   | 楽曲                                                                               | 順番 | ものまね             | 楽曲                                                                                |
| ---- | ---------- | ---------------------------------------------------------------------------------- | ---- | -------------------- | ----------------------------------------------------------------------------------- |
| 2    | 北島三郎   | まつり                                                                             | 1    | サザンオールスターズ | HOTEL PACIFIC                                                                       |
| 4    | とんねるず | ガラガラヘビがやってくる                                                           | 3    | 石原裕次郎           | ブランデーグラス                                                                    |
| 6    | アリス     | チャンピオン                                                                       | 5    | 沢田研二             | 勝手にしやがれ                                                                      |
| 8    | 米米CLUB   | Shake Hip!                                                                         | 7    | 美空ひばり           | 川の流れのように                                                                    |
| 10   | 美川憲一   | さそり座の女                                                                       | 9    | 小田和正             | 言葉にできない                                                                      |
| 12   | 五木ひろし | 夜空                                                                               | 11   | 宇多田ヒカル         | Flavor of Life                                                                      |
| 14   | 矢沢永吉   | SOMEBODY'S NIGHT                                                                   | 13   | 森進一               | おふくろさん                                                                        |
| 16   | SMAP       | SMAPメドレー SHAKE〜ダイナマイト〜青いイナズマ〜らいおんハート〜世界に一つだけの花 | 15   | マイケル・ジャクソン | マイケル・ジャクソンメドレー BAD〜BLACK OR WHITE〜THEY DON'T CARE ABOUT US〜BEAT IT |
| 18   | 松田聖子   | あなたに逢いたくて〜Missing You〜                                                  | 17   | 中森明菜             | DESIRE -情熱-                                                                       |
| 20   | 小林幸子   | おもいで酒                                                                         | 19   | Mr.Children          | HANABI                                                                              |
| 22   | 浜崎あゆみ | evolution                                                                          | 21   | 山口百恵             | 横須賀ストーリー                                                                    |
| 24   | 氷室京介   | KISS ME                                                                            | 23   | 郷ひろみ             | GOLDFINGER '99                                                                      |
| 26   | 長渕剛     | HOLD YOUR LAST CHANCE                                                              | 25   | 松山千春             | 大空と大地の中で                                                                    |

### 第2弾（2011/2/11 O.A.）
| 紅組 | 紅組                 | 紅組                                                                               | 白組 | 白組                   | 白組                                                                                        |
| 順番 | ものまね             | 楽曲                                                                               | 順番 | ものまね               | 楽曲                                                                                        |
| ---- | -------------------- | ---------------------------------------------------------------------------------- | ---- | ---------------------- | ------------------------------------------------------------------------------------------- |
| 2    | アリス               | 冬の稲妻                                                                           | 1    | サザンオールスターズ   | 勝手にシンドバッド                                                                          |
| 4    | 福山雅治             | HELLO                                                                              | 3    | 石原裕次郎             | 夜霧よ今夜も有難う                                                                          |
| 6    | 沢田研二             | ダーリング                                                                         | 5    | 宇多田ヒカル           | traveling                                                                                   |
| 8    | BoA                  | VALENTI                                                                            | 7    | 五木ひろし             | 待っている女                                                                                |
| 10   | 野口五郎             | 私鉄沿線                                                                           | 9    | K                      | Only Human                                                                                  |
| 12   | SMAP                 | SMAPメドレー SHAKE〜がんばりましょう〜青いイナズマ〜Dear WOMAN〜世界に一つだけの花 | 11   | 田原俊彦               | 田原俊彦メドレー ごめんよ 涙〜哀愁でいと〜ハッとして!GOOD〜悲しみ2ヤング〜抱きしめてTONIGHT |
| 14   | 少女時代             | Gee                                                                                | 13   | 美川憲一               | さそり座の女                                                                                |
| 16   | マイケル・ジャクソン | マイケル・ジャクソンメドレー MAN IN THE MIRROR〜DANGEROUS〜SMOOTH CRIMINAL         | 15   | スティービー・ワンダー | I JUST CALLED TO SAY I LOVE YOU                                                             |
| 18   | 浜崎あゆみ           | Virgin Road                                                                        | 17   | 松田聖子               | 天使のウィンク                                                                              |
| 20   | 美空ひばり           | 愛燦燦                                                                             | 19   | 森進一                 | 襟裳岬                                                                                      |
| 22   | 小林幸子             | おもいで酒                                                                         | 21   | 郷ひろみ               | 2億4千万の瞳                                                                                |
| 24   | 矢沢永吉             | 止まらないHa〜Ha                                                                   | 23   | 山本リンダ             | 狙いうち                                                                                    |
| 26   | 東方神起             | どうして君を好きになってしまったんだろう?                                          | 25   | 吉幾三                 | 雪國                                                                                        |

### 第3弾（2011/5/17 O.A.）
| 紅組 | 紅組         | 紅組                                                      | 白組 | 白組                 | 白組                                                                             |
| 順番 | ものまね     | 楽曲                                                      | 順番 | ものまね             | 楽曲                                                                             |
| ---- | ------------ | --------------------------------------------------------- | ---- | -------------------- | -------------------------------------------------------------------------------- |
| 2    | 橋幸夫       | 恋のメキシカン・ロック                                    | 1    | サザンオールスターズ | ボディ・スペシャルII (BODY SPECIAL)                                              |
| 4    | 森高千里     | 私がオバさんになっても                                    | 3    | アリス               | ジョニーの子守唄                                                                 |
| 6    | 森進一       | おふくろさん                                              | 5    | 松田聖子             | 夏の扉                                                                           |
| 8    | 小林幸子     | おもいで酒                                                | 7    | 石原裕次郎           | 嵐を呼ぶ男                                                                       |
| 10   | 安室奈美恵   | Body Feels EXIT                                           | 9    | 山口百恵             | プレイバックPart2                                                                |
| 12   | B'z          | イチブトゼンブ                                            | 11   | Mr.Children          | HANABI                                                                           |
| 14   | 河村隆一     | Love is...                                                | 13   | X JAPAN              | Forever Love                                                                     |
| 16   | 嵐           | 嵐メドレー Happiness〜A・RA・SHI〜One Love〜Love so sweet | 15   | SMAP                 | SMAPメドレー SHAKE〜ダイナマイト〜青いイナズマ〜This is love〜世界に一つだけの花 |
| 18   | ダウンタウン | WOW WAR TONIGHT 〜時には起こせよムーヴメント              | 17   | マイケル・ジャクソン | SMOOTH CRIMINAL                                                                  |
| 20   | 福山雅治     | IT'S ONLY LOVE                                            | 19   | 薬師丸ひろ子         | セーラー服と機関銃                                                               |
| 22   | 沢田研二     | ストリッパー                                              | 21   | 宇多田ヒカル         | Can You Keep A Secret?                                                           |
| 24   | 浜崎あゆみ   | Boys & Girls                                              | 23   | 矢沢永吉             | トラベリン・バス                                                                 |
| 26   | 東方神起     | どうして君を好きになってしまったんだろう?                 | 25   | 長渕剛               | とんぼ                                                                           |

### 第4弾（2012/2/24 O.A.）
| 紅組 | 紅組                 | 紅組                                                                 | 白組 | 白組                 | 白組                   | 対決名                             |
| 順番 | ものまね             | 楽曲                                                                 | 順番 | ものまね             | 楽曲                   | 対決名                             |
| ---- | -------------------- | -------------------------------------------------------------------- | ---- | -------------------- | ---------------------- | ---------------------------------- |
| 2    | 沢田研二             | TOKIO                                                                | 1    | サザンオールスターズ | マンピーのG★SPOT       | 絶対盛り上がるカラオケソング対決   |
| 4    | 森進一               | 冬のリヴィエラ                                                       | 3    | 小林幸子             | おもいで酒             | 演歌界の大御所対決                 |
| 6    | 郷ひろみ             | 2億4千万の瞳                                                         | 5    | 西城秀樹             | YOUNG MAN (Y.M.C.A.)   | 夢の新御三家対決                   |
| 8    | 堀内孝雄             | 恋唄綴り                                                             | 7    | テレサ・テン         | つぐない               | 昭和歌謡の名曲対決                 |
| 10   | 谷村新司 松田聖子    | 忘れていいの                                                         | 9    | 石原裕次郎 八代亜紀  | 銀座の恋の物語         | 記憶に残るデュエット対決           |
| 12   | たのきんトリオ       | 抱きしめてTONIGHT（田原俊彦） 〜ギンギラギンにさりげなく（近藤真彦） | 11   | 美川憲一             | さそり座の女           | 夢の軍団対決                       |
| 14   | ダウンタウン         | WOW WAR TONIGHT 〜時には起こせよムーヴメント                         | 13   | とんねるず           | 一気!                  | お笑い芸人東西頂上対決             |
| 16   | AKB48                | フライングゲット                                                     | 15   | EXILE                | Rising Sun             | 超人気ユニット対決                 |
| 18   | SMAP                 | 僕の半分                                                             | 17   | 嵐                   | Believe                | 日本が誇るトップアイドル対決       |
| 20   | マイケル・ジャクソン | スペシャルメドレー DANGEROUS〜HEAL THE WORLD                         | 19   | レディー・ガガ       | BORN THIS WAY          | 海外ビッグアーティスト対決         |
| 22   | 東方神起             | どうして君を好きになってしまったんだろう?                            | 21   | K                    | Only Human             | 絶対観たい! K-POP対決              |
| 24   | 浜崎あゆみ           | SURREAL                                                              | 23   | 宇多田ヒカル         | Can You Keep A Secret? | 他では絶対見られない平成の歌姫対決 |
| 26   | GACKT                | 君に逢いたくて                                                       | 25   | 小田和正             | たしかなこと           | 心にしみるバラード対決             |
| 28   | 長渕剛               | しあわせになろうよ                                                   | 27   | 矢沢永吉             | 止まらないHa〜Ha       | 心揺さぶるカリスマシンガー対決     |

## スタッフ
- ナレーション：山崎優、青嶋達也（フジテレビアナウンサー）
- 振付：花柳糸之、三浦亨、本山新之助
- 踊り：花柳糸之社中、S.ADDICT、フリー・ウエイブ
- 演奏：タバタ音楽事務所
- 編曲：SKミュージック
- コーラス：WIN
- 構成：沢口義明、藤井靖大、下田雄大、亀津雄介
- TP：斉藤浩太郎
- SW：小川利行
- カメラ：木俣希
- VE：高木稔
- AUD：本間祥吾
- PA：長谷川大輔
- 照明：中原淳一
- マルチビジョン：米田繁樹
- クレーン：佐藤史郎
- 美術制作：副島翔太郎
- デザイン：邨山直也
- 美術進行：服部孝志
- 大道具：田中秀和
- アクリル装飾：今井輝彦
- 電飾：佐藤圭
- アートフレーム：三浦文裕
- 装飾：川合将吾
- 生花装飾：安藤岳
- 視覚効果：菅谷守
- 衣裳：成田咲良
- 持道具：後藤綾
- メイク：山田かつら
- 特殊美術：横山公一
- 楽器：三浦隆晴
- 編集：林奈緒、十文字美賀
- 音響効果：星裕介
- MA：吉田肇
- CG：富井真
- ペイント：吉沢真純
- 似顔絵：グレートインターナショナル
- 技術協力：ニユーテレス、fmt、IMAGICA、D-Craft、4-Legs
- 制作協力：4-Legs、グスク
- 会場整理：石川幸二
- 広報：福崎康裕
- TK：槙加奈子
- デスク：江橋輝美、吉川千尋
- AD：七十苅汐里、小倉美帆、北條広太郎、小堀一樹、坂本雅治、本間隆義
- 制作プロデューサー：中村由紀
- AP：児玉芳郎、大西訓世、千葉洋美
- ディレクター：松浦健太郎、小杉隆史、大柿博史、高橋慎耶
- 演出：城間康男
- プロデューサー：安藤厚司
- チーフプロデューサー：渡邊俊介[15]
- 制作：フジテレビバラエティ制作センター
- 制作著作：フジテレビ

### 歴代のスタッフ
- ナレーション：中村仁美（フジテレビアナウンサー）、桑原礼佳
- プロデューサー→チーフプロデューサー：水口昌彦、清水宏泰、小松純也、佐々木将、石川綾一、加茂裕治[16]
- プロデューサー：金井尚史[16]
- ディレクター：岡山武史、荷見基成、栗原真、永田修一
- 制作プロデューサー：田隝宗昭
- AP：佐藤一巳、松崎正義、和田健
- AD：小林美保、佐藤由美、土田雅子、斎藤優美、飯田昇、高橋快典
- 構成：山内浩嗣、町田裕章
- 編成：浜野貴敏、高盛浩和、塩原充顕、川本洋平
- 広報：島谷真理、手塚朝美
- デスク：斉藤真理子、小坂井望江、高橋沙織、箭内園子
- TP：馬場直幸
- カメラ：宮崎健司、小林光行
- PA：溝口賢蔵
- カムリモート：野坂和重、安藤亘
- レーザー：吉田哲巳
- クレーン：長島直和
- 美術制作：井上明裕
- 美術制作・デザイン：桐山三千代
- デザイン：武田麻衣子
- 美術進行：西嶋友里
- 大道具：鈴木辰弥、豊田哲夫
- アクリル装飾：橋本順
- 電飾：久光義紀
- 視覚効果：中山信男
- 衣裳：小濱祐見子、宮澤愛、津幡真優
- 持道具：土屋洋子
- 特殊装置：青木紀和
- 編集：瓜田利昭、小笠原一登、西山一成、田口智樹、田中友裕、酒井大輔、横山勇介、森本高生
- 音響効果：川端智之、安原裕人
- MA：鈴木久美子
- CG：町田保、富井真
- スチルカメラ：光久

## 関連番組
- 爆笑そっくりものまね紅白歌合戦スペシャル - 2000年から放送されている同番組の派生番組として当番組が2010年から不定期放送されている。
- ものまね王座決定戦 - 当番組の前身にあたるものまね番組。2012年からは再び年1回放送されていて、司会も当番組と同様、今田耕司、東野幸治が務める。
- コサキン・天海の超発掘!ものまねバラエティー マネもの - 同局で当番組と同様、2014年から不定期放送されているものまね番組。司会は小堺一機、関根勤。
- お笑い芸人歌がうまい王座決定戦スペシャル - 当番組の兄弟番組にあたるカラオケ番組。司会はくりぃむしちゅー。